# Benedikt Jäckle
Benedikt Jäckle (* 1996 oder 1997 in Waghäusel) ist ein deutscher Jazzmusiker (Saxophon, Flöte, Bassklarinette, Komposition).

## Leben und Wirken
Jäckle spielte zunächst klassische Blockflöte, bevor er zum Saxophon fand; als Schüler der Musikschule Waghäusel-Hambrücken begann er im Alter von sechs Jahren mit Saxophonunterricht bei Christoph Tischmeyer und spielte in der Bigband der Musikschule. Ab 2015 studierte er an der Staatlichen Hochschule für Musik und Darstellende Kunst in Mannheim; Unterricht in Komposition hatte er bei Jürgen Friedrich. Zur Zeit des Studiums gehörte er zum  Landesjugendjazzorchesters Rheinland-Pfalz, mit dem er international auf Tournee war. 2021 war Jäckle Stipendiat der Kulturstiftung des Rhein-Neckar-Kreises.
Erste Aufnahmen entstanden 2018 mit der Formation Vibe (Live at Mehrspur, mit Calvin Lennig (Bass), Leandro Irarragorri (Piano) und dem Schlagzeuger Jonas Kaltenbach); des Weiteren gehörte er der Bigband Phoenix Foundation an (Phoenix & Friends). Während des Studiums in Mannheim gründete Jäckle das Quintett Kapelle 17, das ausschließlich Eigenkompositionen der Bandmitglieder spielt. Die Formation nahm 2017 am Finale beim internationalen Jazz Contest Mechelen 2017 in Belgien teil; ihr Debütalbum Die Wolken sind da, wo sie immer sind erschien Anfang 2022.

## Diskographische Hinweise
- Vibe Featuring Félix Rossy: Incognita (Klaeng Records, 2021)[5]
- Die Wolken sind da, wo sie immer sind (2022) mit Jojo Mann, Paul Janoschka, Jakob Obleser, Jonas Kaltenbach